# 히라도성

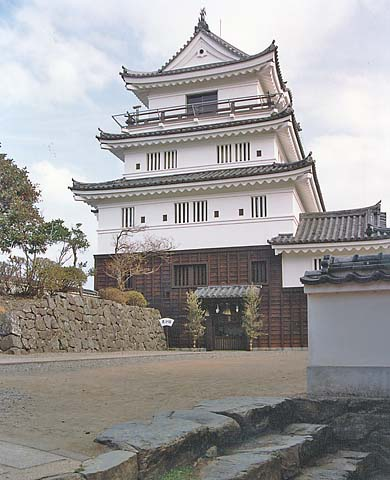
천수

히라도성(일본어: 平戸城 히라도조[*])은 일본 나가사키현 히라도시에 있는 제곽식 평산성이다. 에도 시대 히라도번 마쓰라씨의 거성이었다. 다른 이름으론 가메오카성(亀岡城)이다.

## 개요
히라도성은 히라도섬에 있는 히라도 시내의 동부에 위치해 있다. 쓰시마섬 해안에서 규슈 본섬을 볼 때, 보이는 히라도 세토에 돌출된 구릉지에 있다.
삼면이 바다로 둘러싸인 천연의 해자를 가지고 있는 구릉지 정상부에 혼마루를 축성했다. 그리고, 그 남측에 니노마루, 동측에는 산노마루가 배치되어 있는 제곽식 평산성이다.
당초는 아즈치모모야마 시대 말기 마쓰라 시게노부에 의해 축성되었지만 곧 파괴되었고, 에도 시대 중기가 되어서야 재건되었다. 재건할 때 야마가 소코의 군사학에 근거해 건물을 배치했다. 평성의 아코성과 나란히 평산성에는 유일하게 야마가풍의 성곽이다.
메이지 시대에는 폐성되었다. 현재 성터는 가메오카 공원으로 되어 시민운동장등이 설치되어 있다. 또, 그 주변에 가메오카 신사도 있다. 다누키 망루(너구리 망루)와 기타 고구치 문이 현존해 있고, 천수, 겐소 망루, 가이주 망루 등이 복원되었다.
그리고, 다누키 망루에는 다음과 전설이 있다. 망루의 마루 밑에는 너구리가 살고 있었다. 1830년경 망루의 수리를 위해 마루바닥을 완전히 제거했다. 그러던 어느날 밤, 소성(다이묘의 비서)으로 변한 너구리가 번주의 침소에 와, 우리들을 망루에 머물게 해주세요. 그렇게 하면 성을 대대로 지켜주겠습니다. 라고 애원해, 다음날 마루를 원상복귀 했다는 이야기가 있다. 그날 이후, 그 망루를 다누키 망루(너구리 망루)라고 불리게 되었다고 한다.

## 역사

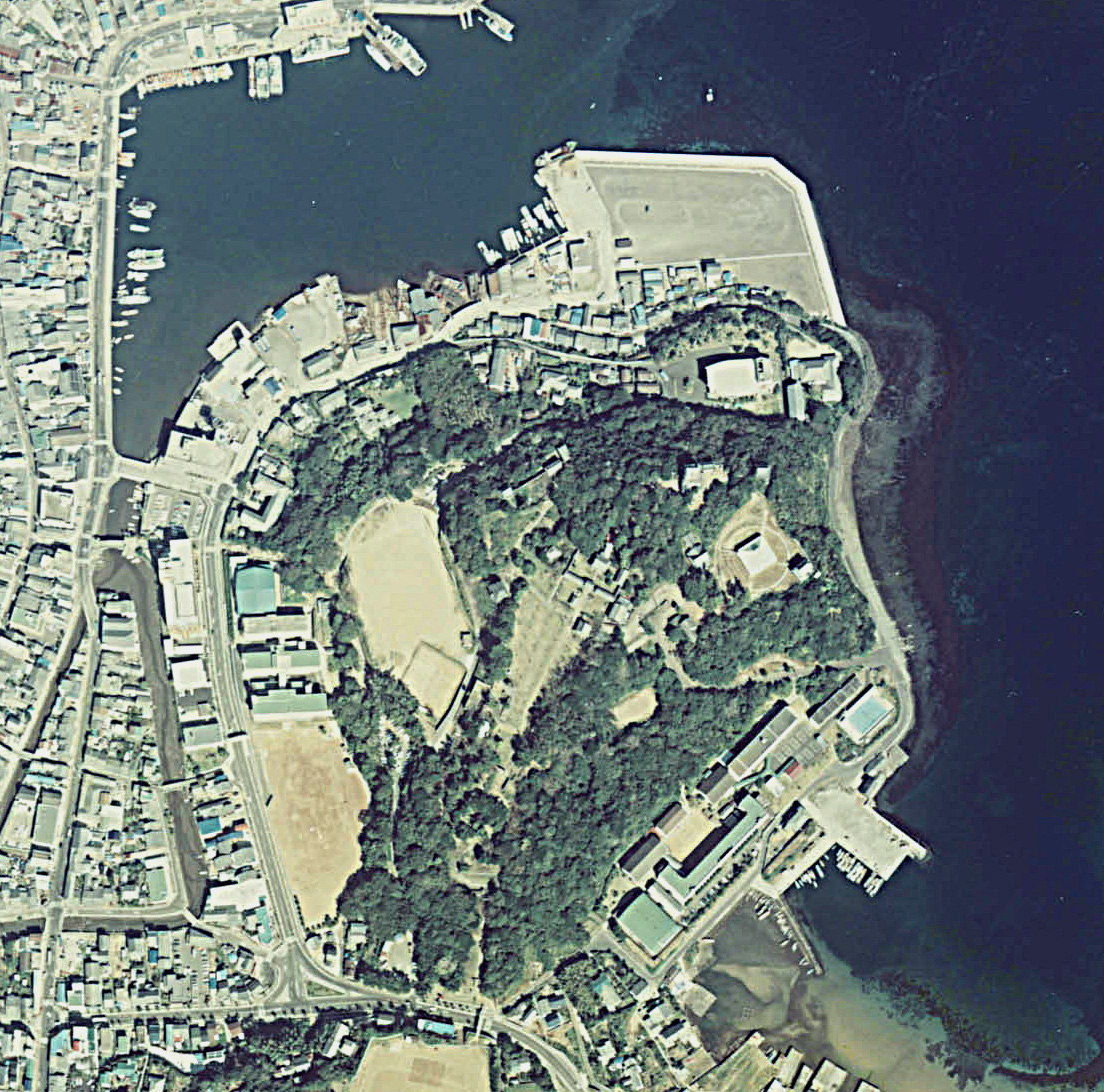
히라도성의 항공사진, 1977년 촬영
〈일본국토교통성〉

마쓰라토의 수장인 마쓰라 시게노부(법인)는 도요토미 히데요시의 규슈 정벌에 참가해 마쓰라 군과 이키를 소령으로 안도받았다. 임진왜란 후, 1599년 현재 성이 있는 히노오카에 처음 성을 쌓았다고 한다. 그러나, 성이 완성된 1607년 스스로 성에 불을 질렀다고 한다. 그 이유는 도요토미씨와 친교가 깊어 에도 막부에 의혹으로부터 벗어나기 위해서였고, 아끼는 아들 히사노부의 죽음 때문이라고 전해진다.
시게노부는 히라도항을 끼고 있는 북측(현재 히라도시 가가미가와 정)에 "나카노야카타(中の館)"이라고 불리는 거관을 조성해 번의 번청으로 삼았다. 메이지 시대에는 마쓰라씨의 사택으로 사용되었다. 현재는 마쓰라 자료 박물관으로 사용되고 있다.
1702년 4대 번주 마쓰라 시게노부 (천상)은 막부에 축성을 부탁했고, 다음해 1703년 허가되었다. 에도 시대 중기에 축성이 재가된 것은 이례적인 것이었다. 왜냐하면, 도쿠가와가와 인척관계로 있고, 동중국해 경비의 필요성을 생각했기 때문이다.
시게노부는 야마가 소코의 제자로 있고, 소코와 함께 전국을 답사해 야마가풍의 군사학을 토대로 건물을 배치했다. 하지만, 소코를 히라도에서 맞이하고 싶은 소망은 이루어지지 못했다. 소코의 자식인 다카모토, 요시마사 형제를 번사로 맞이했다. 실제 축성지도는 요시마사가 했다고 한다.
5대 번주 마쓰라 다카시에 의해 1704년 착공되어, 1707년 대부분 완성되었다.
1871년 폐번치현에 따라 폐성되어, 다음해 구릉지위의 성이 해체되었다.
1962년 천수, 망루 대부분을 복원했다. 천수 안은 마쓰라토등의 자료관으로 활용하고 있고, 국가 지정 중요문화재인 환두대도도 전시되어있다.

## 교통
- 마쓰우라 철도 다비라히라도구치역 하차 후, 버스 환승